# Yeni hacılarhanı, Sungurlu
Yenihacılarhanı là một xã thuộc huyện Sungurlu, tỉnh Çorum, Thổ Nhĩ Kỳ. Dân số thời điểm năm 2010 là 20 người.